# Славинский, Давид Михайлович
Давид Михайлович Славинский (1905—1977) — советский инженер-технолог по нефтепереработке и нефтехимии, лауреат Государственной премии СССР 1970 года.
Родился 27.05.1905 в Харькове.
Окончил Московский институт народного хозяйства (1930).
В 1931—1938 гг. работал в институте «Гипронефть».
В 1938—1941 гг.- начальник отдела Главнефтепереработки Наркомата топливной промышленности СССР.
В 1941—1946 служил в Советской Армии, участник войны, инженер-капитан (291 стрелковая дивизия), награждён медалями «За оборону Ленинграда», «За победу над Германией в Великой Отечественной войне 1941—1945 гг.», «За победу над Японией».
В 1946—1968 гг.- в Гипронефтезаводе: главный инженер проекта, главный технолог отдела.
С 1968 Г.- начальник сектора в Центральном НИИ технико-экономических исследований нефтеперерабатывающей и нефтехимической промышленности.
Кандидат технических наук (1968).
Лауреат Государственной премии СССР 1970 года, присуждённой за участие в создании и промышленном внедрении высокопроизводительной установки первичной переработки нефти мощностью 6 млн т. в год.
Умер после тяжёлой болезни в первых числах января 1977 года (некролог — «Вечерняя Москва» от 08.01.1977).
Сочинения:
- Газоулавливание и стабилизация [Текст] : Описание и методы расчета и проектирования аппаратуры абсорбционных и стабилизационных установок / Д. М. Славинский, Г. Г. Рабинович. - Москва ; Грозный ; Горгеонефтеиздат, 1934 (Л. : тип. им. Евг. Соколовой). - Обл., 199 с., 2 вкл. л. граф. : ил.; 22х15 см.
- Опыт пуска и освоения установки сверхчеткой ректификации этилбензола на Полоцком НПЗ [Текст] / П. И. Коротков, Д. М. Славинский. - Москва : ЦНИИТЭнефтехим, 1975. - 143 с. : ил.; 21 см.
- Топки под давлением в нефтепереработке [Текст] / Д. М. Славинский, М. М. Осканян, А. А. Матвеев и др. - Москва : Гостоптехиздат, 1957. - 131 с. : ил.; 23 см.